# Els Feixancs (Abella de la Conca)

Els Feixancs, respecte del terme d'Abella de la Conca

Els Feixancs és un feixà del terme municipal d'Abella de la Conca, al Pallars Jussà.
Està situat al nord-est d'Abella de la Conca, en el costat de ponent de la vall del barranc de la Vall, al nord-oest de la Cantonera de les Guineus. Constitueix la riba dreta del barranc, a migdia de Cal Gavatx i de Cal Pere del Trena, just al damunt d'on hi hagué Casa Guerxo.
La seva continuïtat cap a ponent és los Feixans.

## Etimologia
En aquest cas, el terme genèric Feixà, en la forma feixancs, ha esdevingut topònim específic. Es tracta, així doncs, d'un topònim romànic modern, de caràcter descriptiu.